# 休闲装

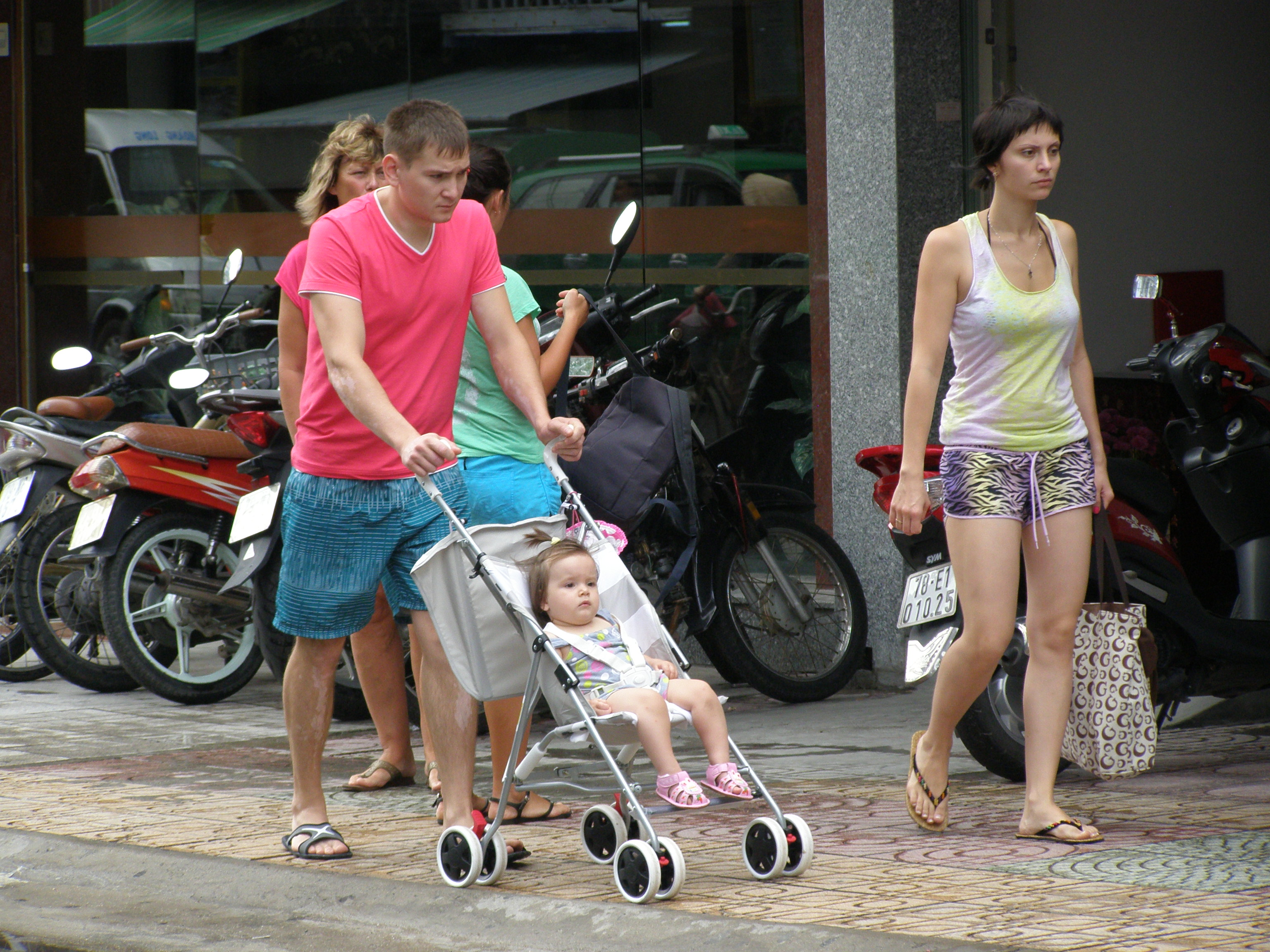
穿着休闲装的父母与孩子，2013。

休闲装是一种宽松、随意且适合日常穿着的西式着装类型。它在1960年代的反文化运动之后开始在西方世界流行。
虽然休闲装也可以说是“非正式”的，但非正式着装一般是指与西装标准相关的西方着装规范。其比半正式着装低一级，而比休闲装更正式。 

## 图库

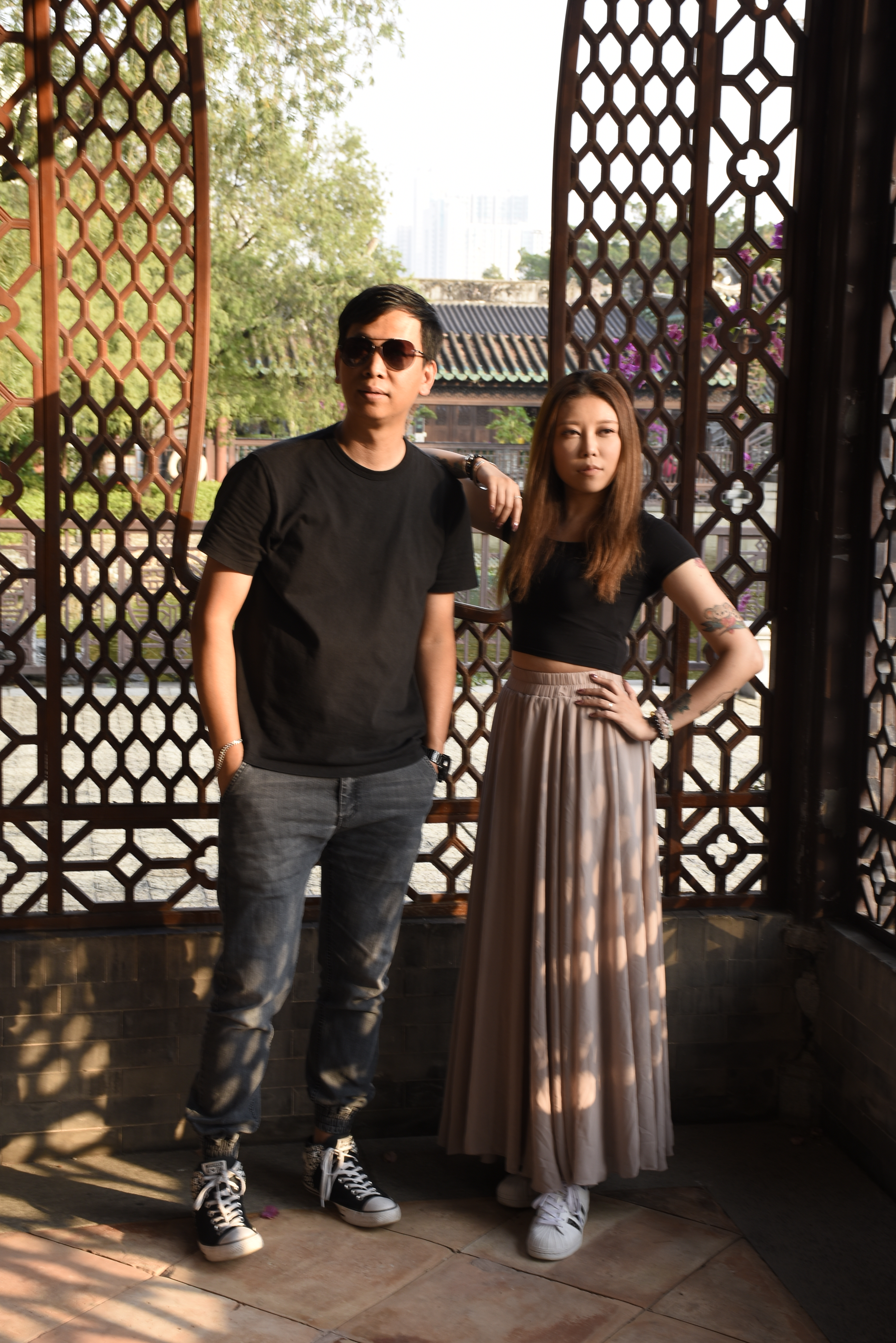
一位穿黑色T恤和牛仔裤的男性与一位穿黑色T恤和白色长裙的女性。
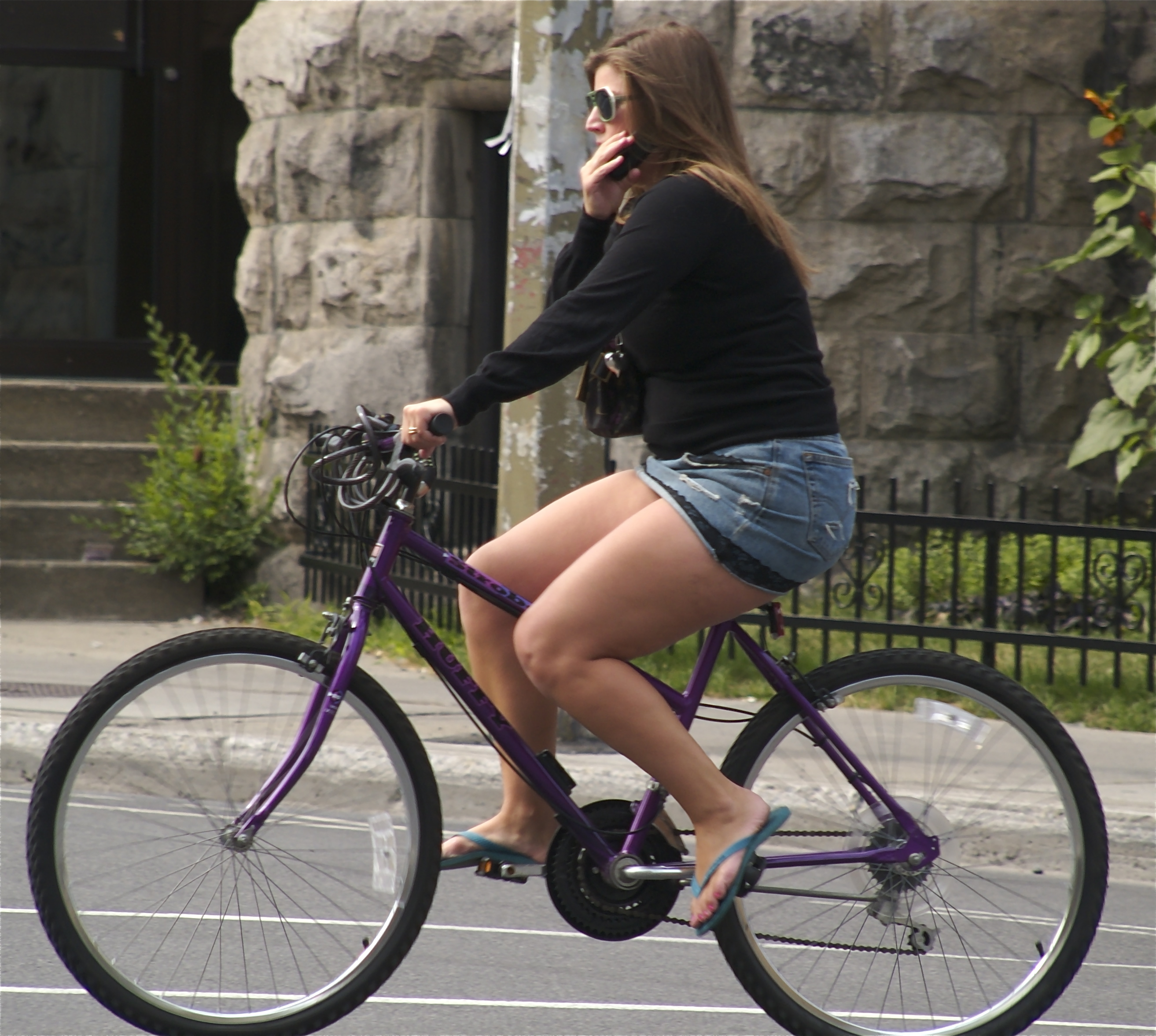
一位穿着毛衣和迷你裙，边骑自行车边玩手机的加拿大女性。
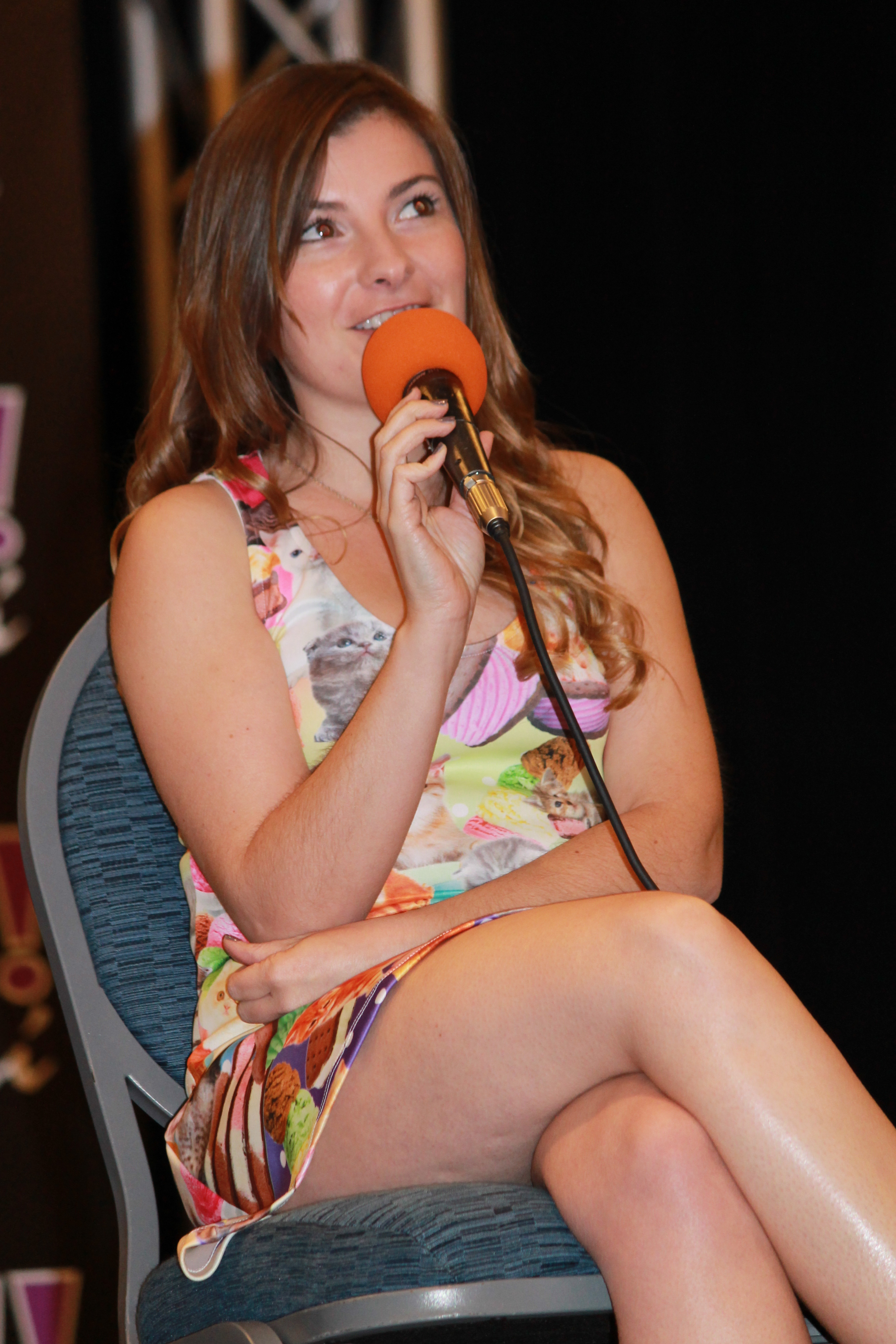
一位在公开互动中穿着休闲迷你裙的美国艺术家。
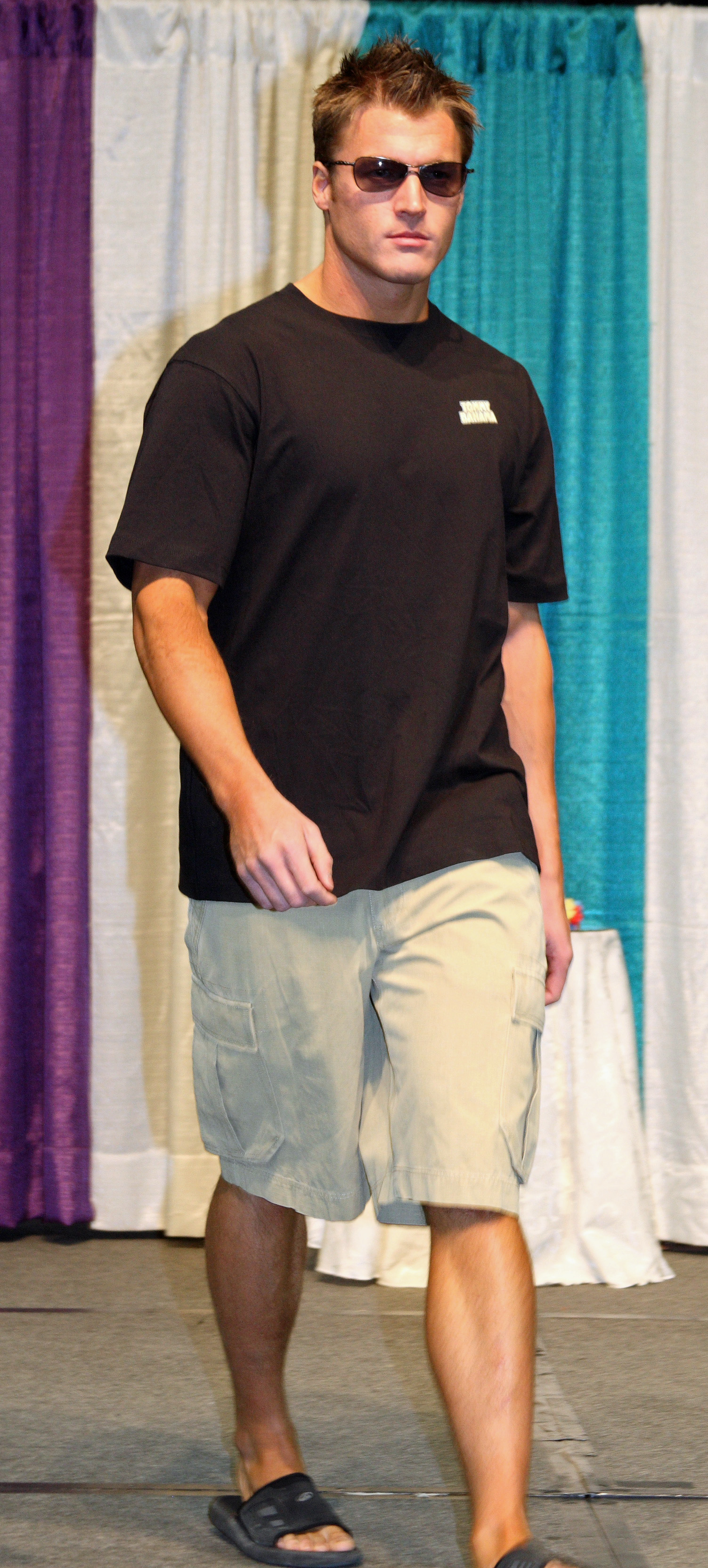
一位身着T恤和工装短裤的模特。
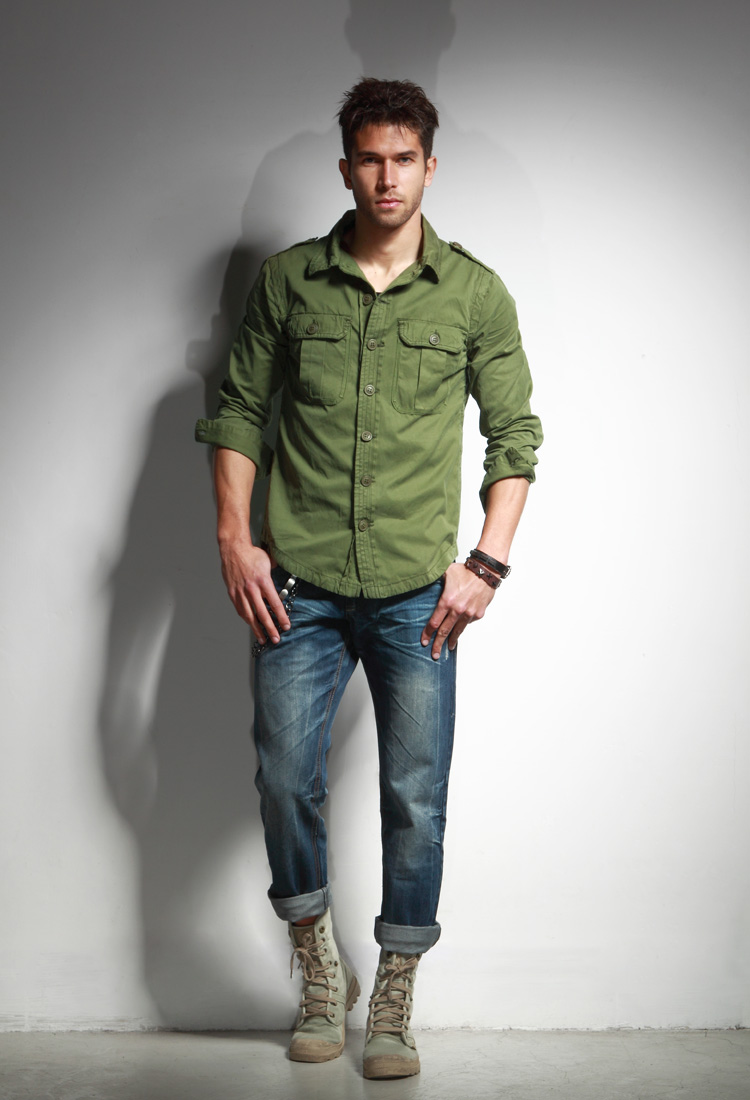
一位身着牛仔裤和军装风格衬衫的模特。
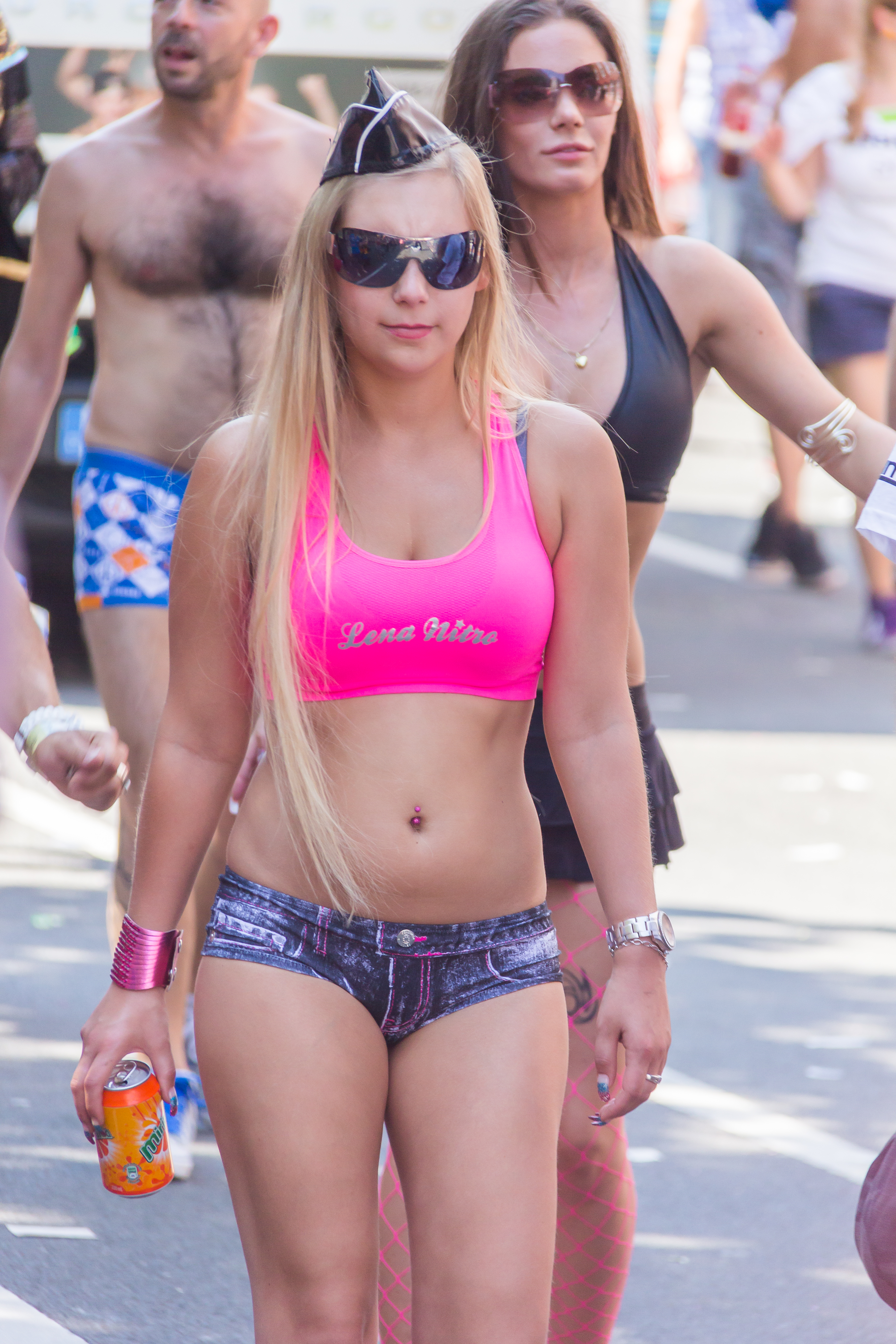
一位身着运动型上衣和迷你短裤的德国女性。